# Zoropsis media
Zoropsis media is een spinnensoort in de taxonomische indeling van de Zoropsidae.
Het dier behoort tot het geslacht Zoropsis. De wetenschappelijke naam van de soort werd voor het eerst geldig gepubliceerd in 1878 door Eugène Simon.